# 연주흠
연주흠(延周欽, 1933년 6월 13일~2004년 6월 4일)은 대한민국의 정치인이다. 제7대 국회의원을 지냈다. 본관은 곡산. 호는 혜암(慧巖)이다

## 생애
1933년 6월 13일에 서울에서 태어났다. 우신국민학교, 휘문중학교, 휘문고등학교를 졸업했으며 연세대학교 법과대학을 졸업했다.
제7대 국회의원 선거에서 신민당의 전국구 후보로 공천되었으며 당선권에 들면서 당선되었다.
1969년 박정희의 3선 개헌안 공고로 정국이 파국으로 치달았을 때 성낙현, 조흥만 의원과 함께 3선개헌 지지성명이 냈다. 이 지지성명으로 인해서 신민당에서 제명되었다.
2004년 6월 4일에 사망했다.

## 학력
- 우신국민학교
- 휘문중학교
- 휘문고등학교
- 연세대학교 법대

## 경력
- 대한체육회 산하 아마추어 복싱연맹 회장
- 제7대 국회의원(전국구)신민당

## 역대 선거 결과
| 실시년도 | 선거  | 대수 | 직책     | 선거구 | 정당   | 득표수      | 득표율         | 순위        | 당락 | 비고 |
| -------- | ----- | ---- | -------- | ------ | ------ | ----------- | -------------- | ----------- | ---- | ---- |
| 1967년   | 총선  | 7대  | 국회의원 | 전국구 | 신민당 | 3,554,224표 | \| \| 32.7% \| | 전국구 11번 |      | 초선 |
|          | 32.7% |      |          |        |        |             |                |             |      |      |